# Emoia paniai
Emoia paniai är en ödleart som beskrevs av Brown 1991. Emoia paniai ingår i släktet Emoia och familjen skinkar. Inga underarter finns listade i Catalogue of Life.